# Dave Garroway
David Cunningham "Dave" Garroway (13 de julio de 1913 – 21 de julio de 1982) fue el presentador fundador del programa televisivo de la NBC Today entre 1952 y 1961. Su estilo relajado y relajante contradecía una batalla contra la depresión que pudo haber acelerado el final de sus días como primera figura televisiva—y, finalmente, su vida. Por su trabajo radiofónico y televisivo se le concedieron estrellas en el Paseo de la Fama de Hollywood y en el Paseo de la Fam de St. Louis.

## Primeros años
Nacido en Schenectady, Nueva York, a los 14 años de edad Garroway se había mudado con su familia 13 veces antes de asentarse definitivamente en San Luis (Misuri). En esa ciudad estudió en la University City High School y en la Universidad Washington en San Luis, graduándose en psicología. Antes de entrar en los medios de comunicación, Garroway trabajó como ayudante de laboratorio en la Universidad de Harvard y fue vendedor de libros y de aros de pistón. Al no ser capaz de progresar como vendedor, Garroway decidió probar a trabajar en la radio.
Sus inicios en el medio fueron modestos, comenzando como aprendiz de la NBC en 1938, graduándose posteriormente en la escuela de locutores de la NBC, el número 23 de una clase de 24. A pesar de ello, consiguió trabajo en la influyente emisora de radio de Pittsburgh KDKA (AM) en 1939. En ese trabajo vagó por la región haciendo reportajes, algunos de ellos memorables, sobre temas que iban desde los globos aerostáticos a los submarinos de la Armada en el Río Ohio o al trabajo en una mina de carbón. Esos primeros reportajes dieron a Garroway la reputación de saber encontrar buenas historias, aunque le llevaran a lugares inusuales.  El "Locutor Errante", como era conocido, progresó hasta llegar a ser director de eventos especiales de la emisora, además de continuar su trabajo frente al micrófono. Tras dos años con la KDKA, Garroway la dejó para ir a Chicago.

## Radio
Cuando Estados Unidos entró en la Segunda Guerra Mundial en 1941, Garroway se alistó en la Armada, pero un viaje a Honolulu le convenció de que quizás daría mejor servicio trabajando para la radio. La Armada aceptó que él dirigiera una escuela de yeomans, y en sus ratos libres presentaba un show radiofónico, en el que radiaba discos de jazz y recordaba los viejos días en Chicago. Tras la guerra, volvió a Windy City como disc jockey de la WMAQ (AM). En esta nueva fase, continuó emitiendo con el estilo que formó en Honolulu, consiguiendo un gran éxito en una serie de programas radiofónicos: The 11:60 Club, The Dave Garroway Show, y Reserved for Garroway.
Además, también organizó una serie de conciertos de jazz en Chicago y creó un "Circuito de Jazz" con clubes locales en 1947, lo cual contribuyó a devolver el interés por ese estilo musical. Sus compañeros disk jockeys le votaron como el mejor de la nación en las votaciones que organizó en 1948 y 1949 la revista Billboard, ganando nuevamente el premio en 1951.
Garroway fue el primer "comunicador" del programa de NBC Radio Monitor, iniciado el 12 de junio de 1955, y trabajando como presentador del programa de noticias y música los domingos por la tarde entre 1955 y 1961.
Garroway también colaboró con la WCBS en 1964, y presentó durante un breve tiempo en la KFI de Los Ángeles, entre finales de 1970 e inicios de 1971.

## Televisión
Garroway se dio a conocer ante el público televisivo nacional al presentar el show expermiental de variedades Garroway at Large, emitido en directo desde Chicago. Lo produjo la NBC desde el 18 de junio de 1949 al 24 de junio de 1951.
Sus shows reflejaban su estilo relajado e informal. Junto con Arthur Godfrey, Arlene Francis, y Jack Paar, Garroway fue uno de los pioneros de los talk shows televisivos, y el comentarista televisivo Steven D. Stark traza los orígenes de ese estilo de programación en Chicago. Garroway, Studs Terkel, y Hugh Downs presentaban en esa ciudad en los primeros años cincuenta shows relajados, locuaces y extemporáneos. Los anteriores locutores radiofónicos y televisivos hablaban con una entonación autoritaria en los que parecía un discurso público, a menudo finalizando una frase o una palabra dejándola caer una quinta. Frente a ello, Garroway fue uno de los presentadores que inició el estilo y el tono conversacional en la televisión. 
El legendario pionero y presidente de la NBC Sylvester "Pat" Weaver contrató a Garroway para presentar su nuevo experimento matinal de noticias y entretenimiento, el show Today, en 1951. A Garroway se le sumó el editor de noticias Jim Fleming y el presentador Jack Lescoulie, debutando el programa el 14 de enero de 1952. Aunque con malas críticas en sus inicios, el estilo de Garroway atrajo a una numerosa audiencia. Tenía un familiar "copresentador," un chimpancé llamado J. Fred Muggs, que no influía negativamente en su estilo. Su facilidad para explicar con claridad conceptos difíciles y su seriedad al tocar las noticias le valieron el sobrenombre de "El Comunicador", ganándose finalmente los elogios de la crítica y del público.
Al mismo tiempo que trabajaba en Today, Garroway también presentó una serie de variedades en las noches de los viernes, The Dave Garroway Show, desde el 2 de octubre de 1953 al 25 de junio de 1954. Además, el 16 de octubre de 1955 empezó a presentar el documental de la NBC emitido los domingos por la tarde Wide Wide World, continuando con ese programa hasta el 8 de junio de 1958. Otro show de variedades de los viernes fue Dave's Place, estrenado en 1960.
Garroway también presentó un show radiofónico, Dial Dave Garroway, que se emitía tan pronto como lo hacía Today cada mañana, y que había iniciado su singladura en 1946, cuando Garroway trabajaba todavía para WMAQ en Chicago.
Garroway tenía una gran curiosidad que hizo que Today fuera allí donde sus ideas lo precisaban. Así, fue a París en 1959 y a Roma en 1960, a exposiciones tecnológicas y automovilísticas, a teatros y cines, e incluso subió a bordo de un B-52 de la Fuerza Aérea. Cuando el show no podía salir al mundo, el mundo era llevado al estudio, lo cual se evidenciaba por el desfile de políticos, escritores, artistas, científicos, economistas, músicos y muchos otros que visitaron a Garroway y compañía en la sede de Today en Manhattan.
La presencia pública de Garroway escondía a una persona con diversos problemas internos. Los desacuerdos con la plantilla se hicieron más frecuentes con el paso del tiempo, y algunos días Garroway desaparecía a mitad del show dejando que Lescoulie finalizara la emisión en directo. Peor todavía fue la muerte de su segunda esposa, Pamela, ocurrida el 28 de abril de 1961, y que motivó que Garroway cayera en una depresión y en inestabilidad mental. A finales de mayo de 1961, Garroway anunció su intención de dejar Today a fin de poder dedicar más tiempo a sus hijos. Finalmente, el 16 de junio de 1961, el "Communicator" dijo adiós al programa matinal que ayudó a levantar.
Tras dejar Today, Garroway volvió a la televisión a finales de 1962 en la National Educational Television (actualmente Public Broadcasting Service) con una serie científica titulada Exploring the Universe. Posteriormente volvió a la radio, haciendo shows a "jornada partida" con el título de Garroway AM (a media mañana) y Garroway PM (a media tarde) para la WCBS (AM) de Nueva York. Garroway también inició el desarrollo de la revista National FM-Radio, un proyecto costoso y fallido que le convenció de que él no era un hombre de negocios.
En julio de 1969 Garroway lanzó un talk show en la WHDH-TV, Tempo Boston, que él esperaba que pudiera emitirse a nivel nacional por redifusión. El programa se mantuvo en antena hasta inicios de los años setenta, pero nunca se emitió fuera del área de Boston. Tras dejar Boston, Garroway viajó al sur de California, presentando un programa talk show y musical en la radio KFI de Los Ángeles. También planeaba volver a entrar en el mundo de la televisión con un programa en la CBS, Newcomers, un show que no llegó más allá del verano de 1971. Fuera de su actividad habitual, mientras estaba en Los Ángeles Garroway empezó a formar parte de cursillos de interpretación, y tuvo un papel de juez en un episodio de 1972 de la serie western Alias Smith and Jones.
Garroway actuó de manera esporádica en otros programas de televisión, aunque sin conseguir en ningún caso los niveles a los cuales había llegado en Today. La mayor parte de los espectadores le vieron en las décadas de 1960 y 1970 siempre que se celebraba un aniversario de Today. La última de dichas actuaciones tuvo lugar en el show del 30.º aniversario, el 14 de enero de 1982.
Garroway estuvo muy interesado en la astronomía y, durante una muestra de telescopios rusos, conoció a su tercera esposa, la astrónoma Sarah Lee Lippincott. En sus últimos años acudió a simposios de astronomía en el Swarthmore College y pasó parte de su tiempo en el Observatorio Sproul de Swarthmore, Pensilvania.
Otra de las aficiones de Garroway fueron los automóviles de época. Era un experto restaurador, y uno de sus favoritos fue un Jaguar SS100 de 1938, con el cual Garroway también competía en su tiempo libre.

## Otros medios
En su papel como presentador de Today, Garroway actuó como anunciante de varios de los patrocinadores del show. Entre ellos estaba el fabricante de televisores Admiral, Alcoa y la marca de alimentación para perros Sergeant. La mayor parte de esas intervenciones fueron como anuncios en prensa y en revistas.
Garroway, un percusionista aficionado y empedernido amante de la música, prestó su nombre a una serie de grabaciones de música clásica, jazz y pop editadas a finales de la década de 1950 e inicios de la de 1960. Entre ellas figuraban Wide, Wide World of Jazz, Some of My Favorites (1957) y Dave Garroway's Orchestra: An Adventure in Hi-Fi Music (1958). En un estilo más ligero, Garroway narró una recopilación de canciones románticas interpretadas por la Boston Pops Orchestra y titulada Getting Friendly with Music (1960).
Garroway también fue el narrador de álbumes especiales como el de 1964 The Great Campaigners, 1928–1960 y el de 1960 Names From the Wars.
Además, en 1960 Garroway escribió Fun on Wheels, un libro de actividades para niños en viajes por carretera. El libro se reeditó en 1962 y 1964.
Hacia el final de su vida, Garroway planeó escribir una autobiografía, aunque el libro nunca llegó a pasar de la fase de investigación. Las recopilación de notas, manuscritos, cintas de audio y noticias que no desaparecieron fueron mandados al antiguo investigador de Today Lee Lawrence. Tras fallecer Lawrence en 2003, las cajas fueron depositadas en la Library of American Broadcasting, Special Collections, University of Maryland Libraries.

## Fallecimiento
Tras haber sido sometido a cirugía cardiaca, Garroway fue encontrado muerto por un disparo de arma de fuego (suicidio) en su domicilio en Swarthmore, Pensilvania, el 21 de julio de 1982. Tenía un hijo, David Jr., y una hija, Paris. Cuando se casó con Pamela en 1956, adoptó el hijo de ella, Michael, a quien crio como si fuera propio tras fallecer su esposa.
Garroway fue enterrado en el Cementerio West Laurel Hill de Bala Cynwyd, Pensilvania.

## Audio
- Boxcars711: Dave Garroway narra Names from the Wars (1960)